# Báo cáo Sử dụng Lao động Quốc gia ADP
Báo cáo Sử dụng Lao động Quốc gia ADP (tiếng Anh: ADP National Employment Report), thường được giới tài chính - kinh tế biết đến như là Báo cáo Việc làm ADP (tiếng Anh: ADP Jobs Report) hoặc Báo cáo Sử dụng Lao động ADP (tiếng Anh: ADP Employment Report) là báo cáo việc làm/sử dụng lao động tại Hoa Kỳ do công ty ADP, LLC. tài trợ, nguyên được công ty Macroeconomic Advisers, LLC phát triển và duy trì.
Phương pháp luận của báo cáo được Moody's Analytics (công ty con của Tập đoàn Moody’s, chuyên cung cấp phần mềm và dịch vụ phân tích tài chính) sửa đổi tháng 11 năm 2012.
Báo cáo này là thước đo mức độ sử dụng lao động/số lượng công ăn việc làm do khối tư nhân phi nông nghiệp tại Hoa Kỳ tạo ra bằng cách sử dụng một tập hợp con nặc danh của khoảng 400.000 doanh nghiệp Hoa Kỳ là khách hàng của ADP. Trong chu kỳ 12 tháng, tập hợp con này lấy trung bình trên toàn bộ các khách hàng doanh nghiệp Hoa Kỳ của ADP và trên toàn bộ người lao động Hoa Kỳ của khối khách hàng này và làm việc trong mọi lĩnh vực công nghiệp tư nhân.
Báo cáo Doanh nghiệp nhỏ ADP (tiếng Anh: ADP Small Business Report) là ước tính hàng tháng về mức độ sử dụng lao động/số lượng việc làm được các doanh nghiệp tư nhân tạo ra trong lĩnh vực phi nông nghiệp trong số các doanh nghiệp nhỏ ở Hoa Kỳ (các doanh nghiệp có dưới 50 lao động). Báo cáo này là một bộ phận của Báo cáo Sử dụng Lao động Quốc gia ADP.
Các chỉ số tương tự như Chỉ số Việc làm Doanh nghiệp nhỏ IHS (IHS Small Business Jobs Index) hay Các chỉ số Doanh nghiệp nhỏ Intuit (Intuit Small Business Indexes) tương ứng được Paychex và Intuit tạo ra cho khối doanh nghiệp nhỏ.